# Epei
Nella mitologia greca, gli Epei (in greco antico: Ἐπειοί?) o Elei erano gli abitanti dell'Elide.
Sono citati nell'Iliade diverse volte, sia come gruppo etnico sia con riferimento a loro esponenti, combattenti nella Guerra di Troia per la parte achea. Vengono citati per la prima volta al verso 629 del libro II, nella parte relativa al Catalogo delle navi.
()